# بوینتون (اکلاهما)
بوینتون(به انگلیسی: Boynton) شهری در ایالت اکلاهما کشور ایالات متحده آمریکا است که جمعیت آن در سرشماری سال ۲۰۱۰ میلادی، ۲۴۸ نفر بوده‌است.